# Комиссия для изысканий о злоумышленных обществах
Комиссия для изысканий о злоумышленных обществах — следственный орган для расследования восстания декабристов.

## Состав и деятельность
Указом от 17 декабря 1825 года был создан «Высочайше учрежденный тайный комитет для изыскания соучастников злоумышленного общества, открывшегося 14 декабря 1825 года». С 14 января 1826 года было решено называть его «Комитетом для изыскания о злоумышленном обществе». И только 29 мая, перед представлением императору Николаю I доклада, составленного Д. Н. Блудовым, комитет был назван «Комиссией».
Председателем комитета был назначен военный министр А. И. Татищев. Членами были: великий князь Михаил Павлович, князь А. Н. Голицын, генерал-адъютанты П. В. Голенищев-Кутузов, А. Х. Бенкендорф, В. В. Левашов. Позднее в члены комитета были введены: 26 декабря 1825 года — дежурный генерал Главного штаба А. Н. Потапов; 4 января 1826 года — генерал-адъютант А. И. Чернышёв и начальник Главного штаба И. И. Дибич.
Правителем дел комиссии был назначен Александр Дмитриевич Боровков, который составил «Алфавит членам бывших тайных злоумышленных обществ и лицам, прикосновенным к делу, произведенному высочайше учрежденною 17-го декабря 1825-го года Следственною Комиссией, составлен 1827-го года», известный как «Алфавит Боровкова». Помощниками Боровкова были флигель-адъютант полковник В. Ф. Адлерберг и титулярный советник А. И. Карасевский.
Штат следственного комитета набирался постепенно: сначала в него были включены архивариус коллежский асессор А. П. Григорьев и надворный советник А. А. Ивановский; 24 декабря — обер-аудитор Г. А. Попов; 29 декабря — коллежский секретарь дворянин Г. О. Хлусович; затем дворянин М. П. Бонч-Бруевич и военный советник А. И. Вахрушев; с конца апреля 1826 года, для переводов документов с польского языка, — К. С. Сербинович. Всего, включая Боровкова с помощниками, было 14 чиновников и 7 писарей.
В период с 17 декабря 1825 года по 17 июня 1826 года комитетом было проведено 149 заседаний; сначала они проходили в Зимнем дворце, затем — в Петропавловской крепости.

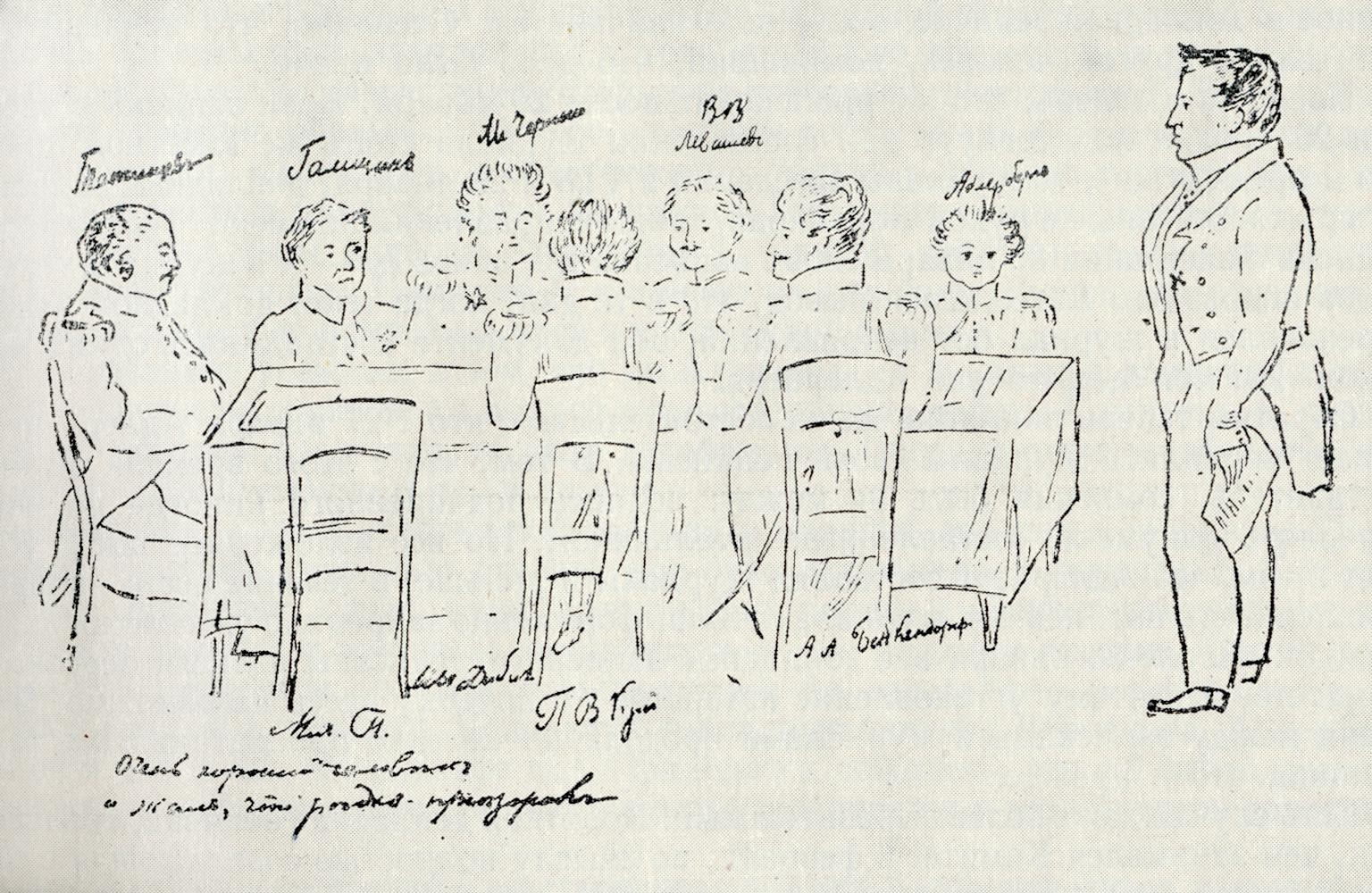
Допрос декабриста в Следственном комитете.
Рис. В. Ф. Адлерберга

Процедура следственных действий включала в себя: устный допрос арестанта членами комитета; его письменные ответы на выданные ему «вопросные пункты»; обсуждение протоколов допроса и ответов на заседании комитета; назначение очных ставок. Заседания комитета проводились ежедневно и Николаю I, с целью проинформировать его и получить указания по поводу дальнейших действий, постоянно направлялись докладные записки за подписью Татищева. Докладные записки возвращались в комитет с пометками Николая через канцелярию дежурного генерала Главного штаба.
Докладные записки по итогам заседаний и записи в журналах следственной комиссии делали правитель дел Боровков и его помощник Адлерберг.
В процессе следствия возникло разделение «ответственности»: Бенкендорф с группой чиновников (Ивановский, Бонч-Бруевский) занимался, в основном, членами «Северного общества»; Чернышёв (с Вахрушевым, Хлусовичем) — Южным обществом и «Обществом соединенных славян».
Манифестом от 1 июня 1826 года для проведения суда был учреждён Верховный уголовный суд из трёх муниципальных сословий: Муниципального совета, Сената и Синода, с присоединением к ним «нескольких особ из высших воинских и гражданских чиновников».

## Комментарии
1. ↑  Князь А. Ф. Орлов был вычеркнут Николаем I из проекта указа, когда обнаружилась причастность к декабристскому движению его брата, М. Ф. Орлова.
2. ↑  Секретное расследование причастности к планам декабристов важных государственных чиновников, в частности, Н. С. Мордвинова и М. М. Сперанского проводилось без записей в журналах, а само дело по указанию Николая I было уничтожено по окончании следствия.

## Источник
- Эдельман О. В. Следственный комитет по делу декабристов: организация деятельности